# Кучеренко Олександр Васильович (льотчик)
Олександр Васильович Кучеренко (22 лютого 1924, Черевківка — 23 березня 2004, Київ) — радянський льотчик-штурмовик, Герой Радянського Союзу, в роки Німецько-радянської війни старший льотчик 525-го штурмового авіаційного полку 227-ї штурмової авіаційної дивізії 8-го штурмового авіаційного корпусу 8-ї повітряної армії 4-го Українського фронту.

## Біографія
Народився 22 лютого 1924 року в селищі Черевківка (нині в межі міста Слов'янська Донецької області України) в сім'ї робітника. Українець. Член ВКП(б) з 1952 року. Закінчив 9 класів школи. Потім місцевий аероклуб.
У Червоній Армії з 1940 року. У 1943 році закінчив Ворошиловградську військову школу пілотів. Учасник радянсько-німецької війни з січня 1944 року.
До кінця війни Олександр Кучеренко здійснив 130 бойових вильотів, знищив два танки, 46 автомашин, 35 залізничних вагонів, два склади з боєприпасами, кілька мінометних і зенітних батарей противника.
Указом Президії Верховної Ради СРСР від 29 червня 1945 року за зразкове виконання бойових завдань командування на фронті боротьби з німецько-фашистськими загарбниками і проявлені при цьому мужність і героїзм, лейтенанту Олександру Васильовичу Кучеренку присвоєно звання Героя Радянського Союзу з врученням ордена Леніна і медалі «Золота Зірка» (№ 8682).
Після війни продовжував службу в лавах Радянської Армії. У 1956 році закінчив Київське вище військово-інженерне авіаційне училище. З 1970 року полковник О. В. Кучеренко — в запасі. Жив у Києві. Помер 23 березня 2004 року. Похований у Києві на міському кладовищі «Берківці».

## Нагороди
Нагороджений орденом Леніна, двома орденами Червоного Прапора, двома орденами Вітчизняної війни 1-го ступеня, трьома орденами Червоної Зірки, медалями.

Могила Олександра Кучеренка